# Formica merula
Formica merula é uma espécie de formiga do gênero Formica, pertencente à subfamília Formicinae.